# Вилачидро
Вилачидро (итал. Villacidro) је насеље у Италији у округу Медио Кампидано, региону Сардинија.
Према процени из 2011. у насељу је живело 12768 становника. Насеље се налази на надморској висини од 230 м.

## Становништво
| 1931. | 1936. | 1951.  | 1961.  | 1971.  | 1981.  | 1991.  | 2001.  | 2011.  |
| ----- | ----- | ------ | ------ | ------ | ------ | ------ | ------ | ------ |
| 7.101 | 7.806 | 10.012 | 11.266 | 12.690 | 14.222 | 14.984 | 14.732 | 14.281 |